# Santa Elena-teerputten
De Santa Elena-teerputten zijn teerputten in Ecuador en de vindplaats van fossielen van dieren uit het Pleistoceen. 

## Locatie
De Santa Elena-teerputten bevinden zich op het Santa Elena-schiereiland in de gelijknamige provincie in het zuidwesten van Ecuador. Er zijn drie locaties: La Carolina, Corralito en Tanque Loma. Tanque Loma en Corralito zijn aanvankelijk afgezet in respectievelijk een moeras en een estuarium, waarna later asfalt in de sedimenten is gedrongen.

## Ouderdom
De fossiele vondsten dateren uit het Laat-Pleistoceen (South American Land Mammal Age Lujanian). Op basis van gefossileerd hout is de ouderdom van de vondsten uit La Carolina bepaald op 18.400 jaar. Aan de hand van zoogdierfossielen wordt de ouderdom van de vondsten uit Tanque Loma geschat tussen 17.170 tot 23.560 jaar.

## Fauna

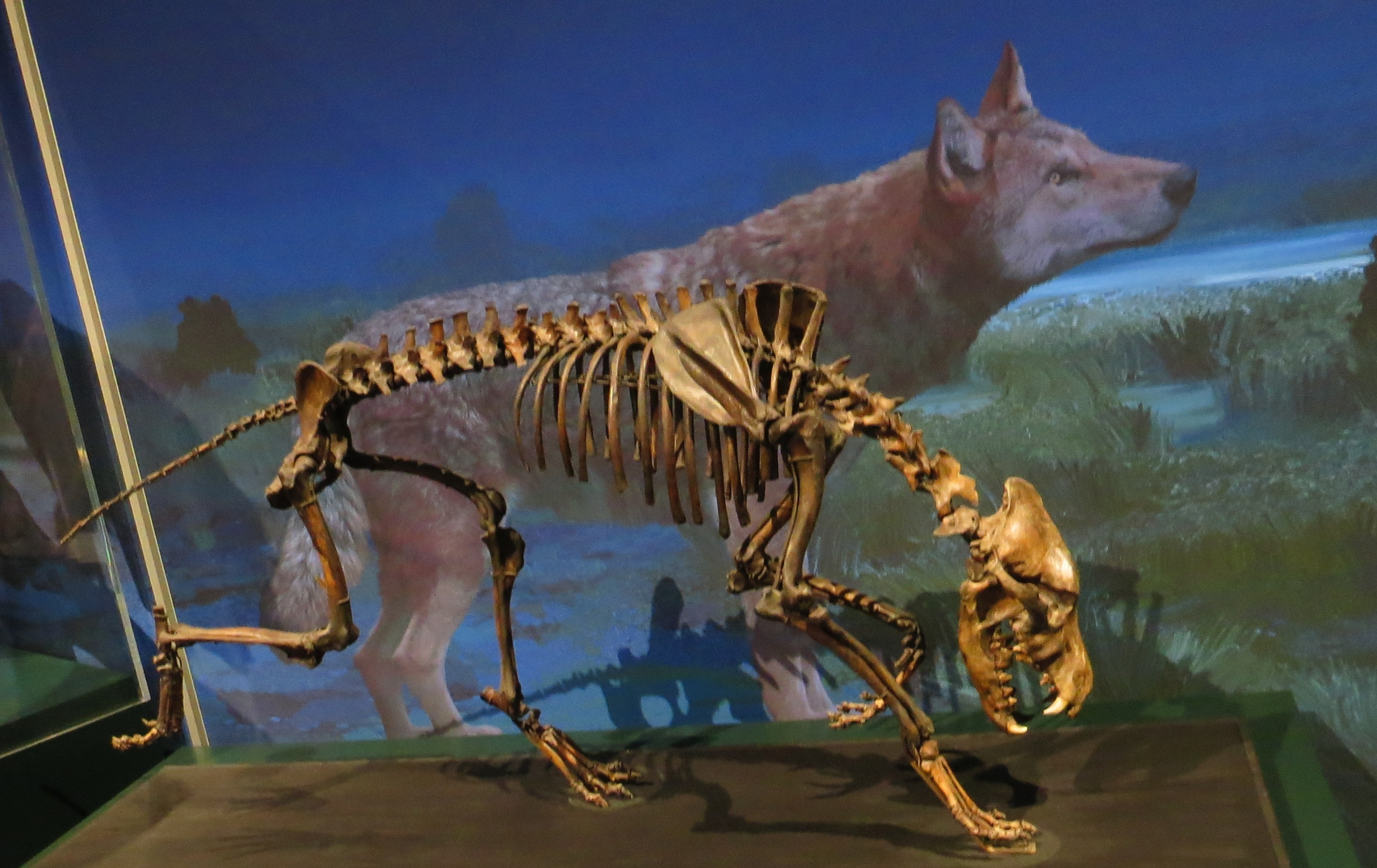
Skelet en reconstructie van de reuzenwolf.

In de teerputten van Santa Elena zijn met name fossielen van zoogdieren gevonden. roofdieren domineren het fossielenbestand van La Carolina, in het bijzonder de reuzenwolf (Canis dirus) en verder Protocyon, Smilodon en de poema. Hiermee is La Carolina te vergelijken met de Talara-teerputten in Peru en de La Brea-teerputten in Californië, waar de teerputten als een val fungeerden voor roofdieren die op vastzittende karkassen af kwamen. Grondluiaards de voornaamste zoogdieren in het fossielenbestand van Corralito (met name Mylodontidae) en Tanque Loma (met name Eremotherium). Andere zoogdieren waarvan fossielen zijn gevonden in de Santa Elena-teerputten zijn opossums, de grote gordeldierachtige Holmesina, de reuzencapybara, het slurfdier Notiomastodon, de kameelachtige Palaeolama, herten, pekari's en paarden.
Verder zijn fossielen gevonden van enkele vogels zoals de condor Ukugyps, kikkers, kaaimannen, schildpadden en hagedissen gevonden in de Santa Elena-teerputten, evenals haaientanden in Corralito.